# آیداهو (فیلم ۱۹۴۳)
آیداهو (انگلیسی: Idaho) فیلمی در ژانر وسترن به کارگردانی جوزف کین است که در سال ۱۹۴۳ منتشر شد. از بازیگران آن می‌توان به روی راجرز، ویرجینیا گری، اونا مانسون، جرج اندرسون، و گرترود آستور اشاره کرد.